# Малони, Майкл
Майкл Малони (англ. Michael Maloney; род. 19 июня 1957, Бери-Сент-Эдмундс, Суффолк) — английский актёр.

## Карьера
Майкл впервые появился на телевидении в роли сына-подростка Питера Баркуорта в драматическом сериале 1979 года «Telford’s Change». Майкл присоединился к Королевской шекспировской труппе в 1982 году, сыграв Фердинанда в шекспировской «Буре». В 1986 снялся в сериале «What If It’s Raining» Энтони Мингеллы для «Channel 4». В 1989 снялся в роли Дофина в экранизации Кеннетом Браной «Генриха V». Позднее Майкл Малони снялся в роли Марка в фильме Энтони Мингеллы 1990 года «Искренне, безумно, сильно». В 1999 году снялся в роли Джейсона Филдса в фильме «Американский путь». В 2003 году сыграл роль Проспера Профонда в сериале «Сага о Форсайтах». Позднее в 2005 сыграл роль Кассиуса в мини-сериале Эй-би-си «Империя». В 2009 появился в роли Джона Мейджора в фильме Би-би-си «Маргарет». В том же году сыграл Роберта Пиля в фильме «Молодая Виктория». В 2013 году он сыграл сэра Генри Стаффорда, третьего мужа леди Маргарет Бофорт, в телесериале Би-би-си «Белая королева». В 2019 появился в роли Эдварда Хита в сериале «Netflix» «Корона».

## Фильмография
| Год       | Заголовок                                 | Роль                    | Заметки                              |
| --------- | ----------------------------------------- | ----------------------- | ------------------------------------ |
| 1980 г.   | Увлечения Ричарда                         | Билл                    |                                      |
| 1982 г.   | The Bell                                  | Тоби Гаше               |                                      |
| 1984 г.   | Горе невинным                             | Микки Аргайл            |                                      |
| 1989 г.   | Генрих V                                  | Дофин Людовик Фердинанд |                                      |
| 1990 г.   | Искренне, безумно, сильно                 | Марк                    |                                      |
| 1990 г.   | Гамлет                                    | Розенкранц              |                                      |
| 1995 г.   | Зимняя сказка («В суровой середине зимы») | Джо Харпер (Гамлет)     |                                      |
| 1995 г.   | Отелло                                    | Родриго                 |                                      |
| 1996 г.   | Гамлет                                    | Лаэрт                   |                                      |
| 2006 г.   | Вавилон                                   | Джеймс                  |                                      |
| 2009 г.   | Молодая Виктория                          | Роберт Пиль             |                                      |
| 2010      | Убийства в Мидсомере                      | Саймон Шарп             | Эпизод: «Мастер-класс»               |
| 2011      | Железная Леди                             | Доктор                  |                                      |
| 2016 г.   | Параноик                                  | Крис Коули              |                                      |
| 2017      | Виктория                                  | епископ                 | Эпизод: «Вера, надежда и милосердие» |
| 2019      | Корона                                    | Эдвард Хит              | 3 сезон                              |
| 2019-2020 | Дело Кристин Килер                        | Виконт Астор            |                                      |
| 2021      | Белфаст                                   | Фрэнки Уэст             |                                      |